# Панян, Сергей Ашотович
Сергей Ашотович Панян (род. 20 февраля 1994, Лабинск, Россия) — российский профессиональный боксёр и тренер, участник и чемпион различных международных и всероссийских соревнований, в том числе чемпионата России и других. Мастер спорта России по боксу.
- Участник и чемпион различных значимых соревнований по боксу, в том числе Чемпионата России[3] и других. Боец спортивной лиги «Hardcore Boxing».

## Биография
Родился 20 февраля 1994 года в Лабинске Краснодарского края Российской Федерации.
После окончания 11 классов, в 2012 году поступил в КГУФКСТ (Кубанский государственный университет физической культуры, спорта и туризма), который окончил. Затем был зачислен в магистратуру, в которой также завершил обучение.
Спортом Сергей Панян занимался с детства. В 2018 году началась его профессиональная карьера. Провёл свыше 300 любительских боёв, а также имеет рекорд 7-1 в профессиональной статистике выступлений по боксу. Ведёт тренерскую деятельность.

## Спортивные достижения

### Звания
- Мастер спорта России по боксу (3 сентября 2015)[4].

### Чемпионаты
- Чемпионат Южного федерального округа по боксу (2017, 69 кг)[7].
- Чемпионат Краснодарского края по боксу (2015, 64 кг)[8].
- Неоднократный победитель и участник международных и всероссийских соревнований по боксу, в том числе Чемпионата России[3][2][7][8].